# Une confidence de Maigret
Une confidence de Maigret est un roman policier et un roman psychologique de Georges Simenon publié en 1959 et faisant partie de la série des Maigret. 
Le roman se déroule à Paris (Auteuil, avenue Marceau, rue Caulaincourt) et à Fontenay-le-Comte, à la fin des années 1950. Maigret est chargé d'enquêter sur le meurtre atroce d'une femme qui a été poignardée et égorgée. Le suspect évident est l'époux, qui a une liaison adultère avec sa secrétaire. Mais Maigret se pose la question : cet homme est-il vraiment le coupable ?
L'écriture du roman a eu lieu du 25 avril au date 3 mai 1959 (rédaction d'un chapitre par jour). Il est daté de « Noland », pays imaginaire ; en réalité écrit dans le château d'Échandens (canton de Vaud en Suisse).

## Personnages
- La victime
  - Christine Fontane : environ 45 ans ; épouse d'Adrien Josset ; poignardée et égorgée.

- Le suspect
  - Adrien Josset : environ 40 ans ; marié avec Christine Josset ; sans enfant ; directeur d'une entreprise de fabrication de produits pharmaceutiques.

- Entourage
  - Annette Duché : environ 20 ans ; secrétaire et maîtresse de Josset.
  - Martin Duché : père d’Annette, chef de bureau à la sous-préfecture de Fontenay-le-Comte (Vendée).

- Autres personnages
  - Coméliau : juge d'instruction sévère et ayant des préjugés.
  - Carlotta : femme de chambre de Christine Fontane.
  - Monsieur Jules : chef du personnel de l'entreprise.

## Résumé

### Mise en place de l'intrigue (chapitres 1 et 2)
Tout commence par une soirée que les époux Maigret passent chez les époux Pardon ainsi qu'avec la fille et le gendre de ceux-ci. Au moment des liqueurs, en fin de repas, Maigret raconte une « confidence » au docteur Pardon. Doutant de la culpabilité d'un suspect, Maigret entreprend de raconter une affaire criminelle datant d'il y a quelques années. Maigret avait été appelé à la suite de la découverte d'un cadavre, celui de Christine Fontane-Josset. Le mari, Adrien Josset, avait été arrêté. Le fait qu'il vive une liaison adultère avec sa jeune et jolie secrétaire en faisait un suspect évident (chapitre 1er).
Interrogé par Maigret, Adrien Josset évoque sa rencontre avec Christine Fontane quinze ans auparavant et leur mariage d'amour ; sa nomination au poste de directeur de la société dont Christine est propriétaire ; puis le lent délitement de cet amour. Il avait fini par avoir une liaison avec Annette Duché, sa secrétaire âgée de 20 ans. Christine était au courant de cette liaison (chapitre 2).

### Enquête de Maigret (chapitres 3 à 7)
La veille au soir, vers 20 h, les deux amants ont été surpris par le père d'Annette, Martin Duché, venu de Fontenay-le-Comte (Vendée). Par lâcheté, Josset a promis à M. Duché de divorcer de sa femme et d'épouser Annette. Troublé par cet engagement, il a traîné de bar en bar avant de rentrer chez lui vers 22 h où il a trouvé, dit-il, sa femme assassinée dans la chambre : elle a été poignardée au cou et quasiment égorgée. Certain d'être accusé du meurtre, il a pris peur, a déambulé au hasard dans les rues parisiennes jusqu'au pont Mirabeau. En pleine nuit, vers 3 h, il s'est rendu hagard au premier commissariat de police. Tout au long de son audition, il affirme à Maigret qu'il est innocent. Josset est déféré devant le juge d'instruction et placé en détention provisoire (chapitres 3 et 4).
Quoique tout semble accuser Josset, Maigret ne peut se faire une opinion au terme de l'interrogatoire, même si l'hypothèse de l'innocence du suspect doit être prise en considération. Le même jour en fin d'après-midi, il se rend au domicile d'Annette, qui répond à ses questions mais ne lui donne aucune information déterminante. Le lendemain, on apprend que le père d'Annette vient de se suicider en se tirant une balle dans la tête, à peine arrivé à son domicile vendéen et informé par des médias avides de sensationnel du meurtre de Christine et de l'arrestation de Josset (chapitre 5).
Pendant que la police reconstitue heure par heure l’emploi du temps de Josset, ce dernier vient de choisir pour avocat maître Lenain, « avocat des causes désespérées », spécialiste des procès retentissants. Dans le cadre d'un communiqué de presse, l'avocat tente de prouver que d'autres individus sont susceptibles d'avoir tué Christine, en particulier ses « protégés », c'est-à-dire les jeunes gens dont elle s'entourait et qu'elle entretenait financièrement pour assouvir son besoin de domination psychologique (chapitre 6).
L'enquête continue. Maigret recherche les « protégés » de Christine, mais sans grand succès. On apprend qu'Annette avait eu recours aux services d'une avorteuse pour faire cesser le début d'une grossesse. Monsieur Jules, le chef du personnel de l'entreprise, est auditionné (chapitre 7).

### Le procès et ses suites (chapitre 8)
Quelques semaines après l’invitation des Maigret chez les Pardon, c'est au tour des Maigret d'inviter les Pardon à leur domicile situé boulevard Richard-Lenoir. Mme Maigret a préparé un coq au vin. Maigret raconte la fin de l'affaire Josset. Il avait reçu durant l'enquête une lettre anonyme l'invitant à rechercher un surnommé « Popaul » à qui Christine aurait payé une 4 CV. Mais les recherches sur ce sujet étaient restées vaines. Quelques mois plus tard, Josset est passé devant la cour d'assises. Sa culpabilité paraissant évidente, il est déclaré coupable et condamné à mort. Le président de la République refusant sa grâce, il est guillotiné. L'affaire est terminée. Deux ans plus tard, placé en garde à vue, un délinquant déclarait à Maigret qu'au Venezuela, un soir d'ivresse, un dénommé « Popaul » s'était vanté d'avoir assassiné Christine Josset, dont il ne parvenait plus à supporter l'esprit de domination. Mais tout cela est bien vague et Maigret reste interrogatif : « Popaul existe-il-vraiment ? Je n'ai aucun moyen de le savoir ». Alors Josset était-il vraiment coupable ou pas ? On le saura jamais (chapitre 8).

## Éditions
- Prépublication en feuilleton dans le quotidien Le Figaro, no 4654-4673 du 24 août au 15 septembre 1959.
- Édition originale : Presses de la Cité, 1959.
- « Tout Simenon », tome 10, éd. France Loisirs, 1990, pages 117 à 218  (ISBN 2-7242-6094-5), réédité chez éd. Omnibus, 2002  (ISBN 978-2-258-06051-7).
- Livre de Poche, no 14239, 2003  (ISBN 978-2-253-14239-3).
- Tout Maigret, tome 7, Omnibus, 2019  (ISBN 978-2-258-15048-5).

## Adaptations
- 1963 : A Man Condemned, téléfilm anglais réalisé par Terence Williams, avec Rupert Davies
- 1978 : Keishi to uchiake hanashi, téléfilm japonais réalisé par Inoue Akira, avec Kinya Aikawa (Commissaire Maigret)
- 1981 : Une confidence de Maigret, épisode 50 de la série télévisée française Les Enquêtes du commissaire Maigret réalisé par Yves Allégret, avec Jean Richard (Commissaire Maigret).